# Trachymene valida
Trachymene valida är en flockblommig växtart som beskrevs av Ferdinand von Mueller. Trachymene valida ingår i släktet Trachymene och familjen flockblommiga växter. Inga underarter finns listade i Catalogue of Life.